# Autopista Fluminense
A Autopista Fluminense é uma concessionária de rodovias brasileira fundada em 2008, responsável pela gestão de 320 quilômetros da Rodovia BR-101, que liga as cidades de Niterói (RJ), desde a Ponte Rio-Niterói, até a divisa dos estados do Rio de Janeiro e Espírito Santo. Seu controle acionário pertence a Arteris.
A concessão para administrar e conservar a Rodovia BR-101 por 25 anos foi obtida em leilão realizado em 9 de outubro de 2007, onde a proposta foi a vencedora entre as 13 apresentadas. O contrato de concessão foi assinado em 14 de fevereiro de 2008 e prevê investimentos de R$ 2,3 bilhões e a responsabilidade pela administração, manutenção, recuperação e outras melhorias na BR-101, entre a Ponte Rio-Niterói e a divisa dos estados do Rio de Janeiro e Espírito Santo.

## Cidades abrangidas
O percurso do trecho sob concessão compreende 13 municípios localizados no Rio de Janeiro. São eles:
- Niterói
- São Gonçalo
- Itaboraí
- Tanguá
- Rio Bonito
- Silva Jardim
- Casimiro de Abreu
- Rio das Ostras
- Macaé
- Carapebus
- Quissamã
- Conceição de Macabu
- Campos dos Goytacazes

## Praças de pedágio
São cinco as praças de pedágio ao longo do trecho concedido à Autopista Fluminense. Elas estão situadas nos seguintes pontos:
| Pedágio | km    | UF | Localidade/Município    | Sentido           |
| ------- | ----- | -- | ----------------------- | ----------------- |
| 1       | 299,2 | RJ | São Gonçalo             | Unidirecional Sul |
| 2       | 252,5 | RJ | Rio Bonito              | Bidirecional      |
| 3       | 192,7 | RJ | Casimiro de Abreu       | Bidirecional      |
| 4       | 123,9 | RJ | Campos dos Goytacazes 1 | Bidirecional      |
| 5       | 40,5  | RJ | Campos dos Goytacazes 2 | Bidirecional      |